# 데모 게임
게임 체험판(Demo game)은 가정용 게임기의 게임 소프트 등으로 사용자에게 체험 테스트받는 것을 목적으로 배포되는 게임이다. 체험판은 사용자에게 소프트웨어를 실제로 조작 해달라고하여 그 기능과 사용감을 체험하게하고, 제품 버전의 구입을 촉진하는 목적이있다. 사용자는 소프트웨어가 사용자의 컴퓨터에서 제대로 작동 하는가 하는 점과, 사용자가 요구하는 기능이 소프트웨어에 내장되어 있는 것 등을 구매 전에 구체적으로 확인할 수 있다는 장점이 있다. 보통 게임 체험판은 오리지널판에 비해 제한된 기능이 많다.